# 634 Ute
A 634 Ute egy a Naprendszer kisbolygói közül, amit August Kopff fedezett fel 1907. május 12-én.